# Oberneueben
Oberneueben (oberfränkisch: Di Nai-ehm) ist ein Gemeindeteil der Stadt Creußen im Landkreis Bayreuth (Oberfranken, Bayern). Oberneueben liegt in der Gemarkung Gottsfeld.

## Lage
Die Einöde befindet sich auf ebenem Gelände. Im Norden liegt das Waldgebiet Frühhut und im Süden das Waldgebiet Pfarrhut. Westlich des Ortes befindet sich der Wittmannsweiher, von dem der Tiefenbach ausgeht, der südlich von Oberneueben fließt. Ein Anliegerweg führt an Unterneueben vorbei zur Staatsstraße 2184 (0,6 km südöstlich).

## Geschichte
Der Ort wurde 1398 als „Oberneybe“ erstmals urkundlich erwähnt. Der Ort wurde entsprechend seiner ebenen Bodenlage benannt. In der Fraisch unterstand der Ort dem brandenburg-bayreuthischen Kasten- und Stadtvogteiamt Creußen. Von 1791/92 bis 1810 waren das preußische Justiz- und Kammeramt Bayreuth die übergeordneten Institutionen. Danach kam die gesamte Region an das Königreich Bayern.
Mit dem Gemeindeedikt (frühes 19. Jahrhundert) wurde Oberneueben dem Steuerdistrikt Gottsfeld und der Ruralgemeinde Gottsfeld zugewiesen. Im Rahmen der Gebietsreform in Bayern wurde Oberneueben am 1. Mai 1978 in die Stadt Creußen eingegliedert.